# Michael Huddleston
David Michael Huddleston (* 10. November 1952 in Roanoke, Virginia; † 6. Mai 2021 in Arcadia, Kalifornien) war ein US-amerikanischer Schauspieler.

## Leben
Huddleston war der Sohn des Schauspielers David Huddleston (1930–2016). Er begann gegen Ende der 1970er Jahre einige Nebenrollen in Spielfilmen zu verkörpern. Im folgenden Jahrzehnt trat er überwiegend in einzelnen Episoden verschiedener Fernsehserien als Schauspieler in Erscheinung. 1992 spielte er in zwei Episoden der Western-Fernsehserie Lucky Luke mit. Ein Jahr zuvor hatte sein Vater dort ebenfalls eine Episodenrolle. Wie sein Vater spielte Michael Huddleston mit dem Duo Bud Spencer und Terence Hill zusammen: Im Film Die Troublemaker von 1994 übernahm er eine Nebenrolle. Letztmals war er 1998 in dem Film John Carpenters Vampire in einer Filmrolle zu sehen.

## Filmografie
- 1977: Three Warriors
- 1977: Der größte Liebhaber der Welt (The World’s Greatest Lover)
- 1979: Hizzonner (Fernsehserie, Episode 1x03)
- 1979: A Dog’s Life (Fernsehfilm)
- 1981: CHiPs (Fernsehserie, Episode 4x10)
- 1981: Vier Freunde (Four Friends)
- 1983: After MASH (Fernsehserie, Episode 1x03)
- 1983: Knight Rider (Fernsehserie, Episode 2x08)
- 1983: The Greatest American Hero (Fernsehserie, Episode 3x10)
- 1984: Die Frau in Rot (The Woman in Red)
- 1985: Bombs Away
- 1992: Lucky Luke (Fernsehserie, 2 Episoden)
- 1992: Cosmo (Bad Channels)
- 1994: Wyatt Earp – Das Leben einer Legende (Wyatt Earp)
- 1994: Erbarmungslos gehetzt (The Desperate Trail)
- 1994: Die Troublemaker (Botte di Natale)
- 1998: John Carpenters Vampire (John Carpenter’s Vampires)